# Koroška cesta (Maribor)

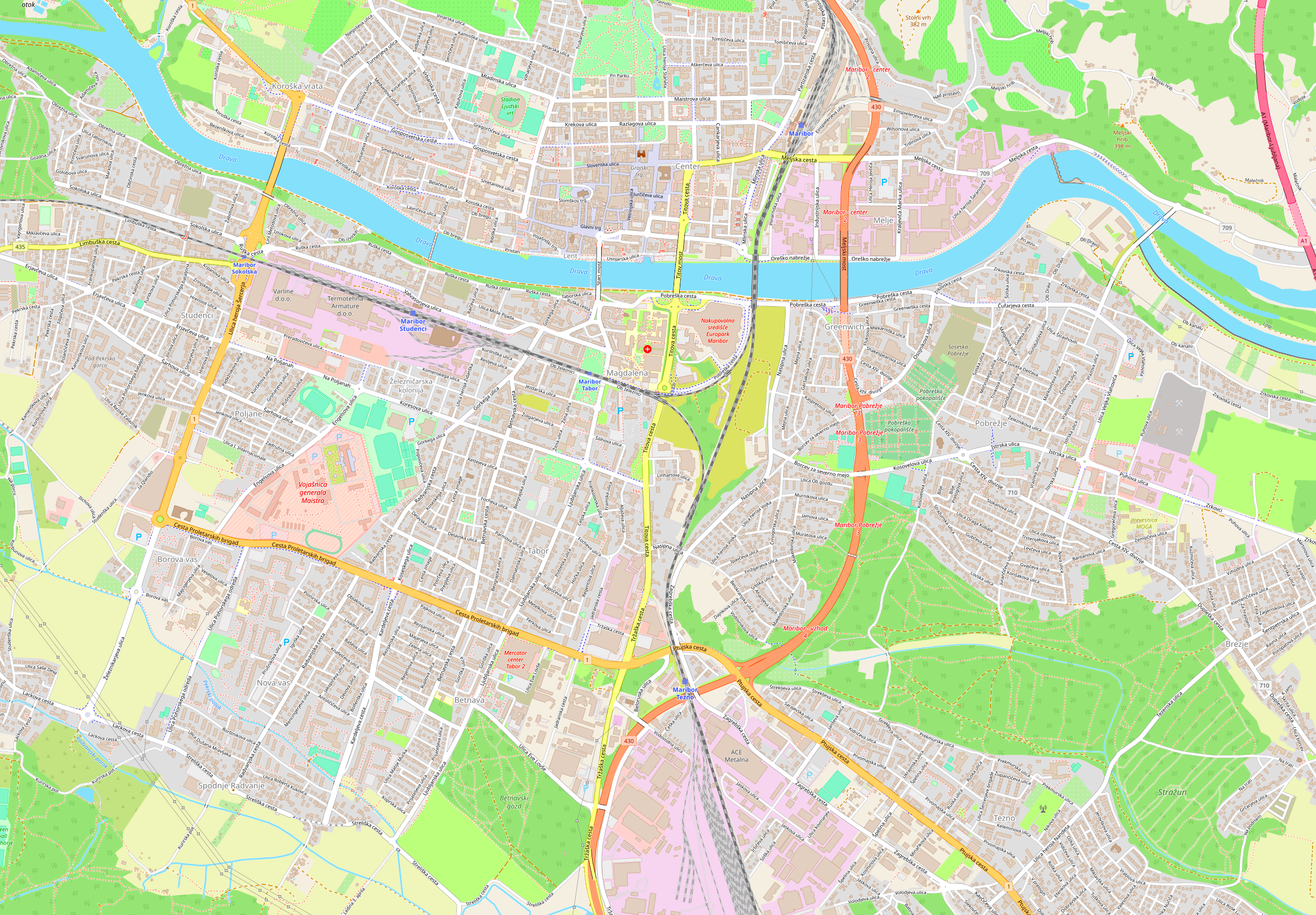

Koroška cesta (Kärntner Straße) ist der Name einer Straße in Maribor, Slowenien. Sie führt vom Zentrum der Altstadt nach Westen bis zum Mariborer Stadtteil Kamnica.

## Geschichte
Die Straße wurde erstmals 1315 als Markt erwähnt, 1438 erstmals als Khartner Gasse und später als Kärntner Straße (bis 1919 und von 1941 bis 1945). Im Jahr 1919 und erneut 1945 erhielt sie den slowenischen Namen – Koroška cesta.

## Lage
Die Straße führt durch die Mariborer Bezirke Center, Koroška vrata und Kamnica (von Ost nach West). Sie verläuft vom westlichen Ende des Glavni trg (Einmündung Splavarski prehod) nach Westen bis zum Übergang in die Celovška cesta in Kamnica.

## Abzweigende Straßen
Die Koroška cesta berührt folgende Straßen (von Ost nach West): Žički prehod, Strossmeyerjeva ulica, Pipuševa ulica, Ribiška ulica, Prezihova ulica, Strma ulica, Koprinivkova ulica, Kocevarjevna ulica, Kosarjeva ulica, Turnerjeva ulica, Smetanova ulica, Bezenškova ulica, Gosposvetska cesta.